# La Roezna
Dolores Tinoco Fernández (18??-19??) fue una cantaora de flamenco de la localidad sevillana de Alcalá de Guadaíra. Destacó en el palo de la soleá alcalareña.

## Biografía
Nació y falleció en la localidad de Alcalá de Guadaíra. Viene de familia de herreros y su apelativo le viene del roezno, que era una elemento metálico que se utilizan en los molinos de la localidad. Se casó con José Jiménez Granado “Josele”, con el que tuvo cuatro hijos: Reyes, Pepa, Sebastián y Ramón, este último se hizo llamar Juan Barcelona.
http://www.flamencopolis.com/archives/321
http://www.actiweb.es/soleadealcala/archivo10.pdf Archivado el 5 de marzo de 2016 en Wayback Machine.